# Векуа, Николай Петрович
Николай Петрович Векуа (груз. ნიკოლოზ პეტრეს ძე ვეკუა, 10 августа 1913, Ахути, Самегрело — Земо-Сванети — 16 апреля 1993, Тбилиси) — грузинский советский учёный-математик. Академик Академии наук Грузинской ССР (1960).

## Биография
В 1937 году окончил физико-математический факультет Тбилисского государственного университета.
После окончания университета был назначен директором Ахутинской средней школы.
С 1941 года работал в Институте математики Академии наук Грузинской ССР. В 1948—1951 годах был первым деканом механико-математического факультета Тбилисского государственного университета. В 1963 году возглавил кафедру теоретической механики ТГУ. В 1977 году назначен директором Тбилисского математического института Академии наук Грузинской ССР.
Научные исследования посвящены теории аналитических функций, сингулярным интегральным и дифференциальным уравнениям и их приложениям в математической физике.
В 1960 году был избран академиком Академии наук Грузинской ССР.
Жил в Тбилиси по адресу ул. Пекинская, 2.

## Награды
- 1983 — орден Дружбы народов;
- 1975 — Государственная премия Грузинской ССР;
- 1966 — Заслуженный деятель науки Грузинской ССР;
- 1966 — орден «Знак Почёта»